# Brasil nos Jogos Pan-Americanos de 1959
O Brasil competiu nos Jogos Pan-Americanos de 1959 em Chicago, nos Estados Unidos.